# Afro-X
Cristian de Souza Augusto, mais conhecido como Afro-X (São Bernardo do Campo, 10 de novembro de 1973), é um rapper brasileiro que formou junto com Dexter o grupo 509-E.

## Biografia
Lançou dia 23 de abril de 2009 o livro Ex-157, a História que a Mídia Desconhece. A obra foi prefaciada por Caco Barcellos. Nesta autobiografia ele conta como entrou e saiu do crime e como essa vida não compensa, seu intuito é levar este aprendizado a todos, principalmente aos jovens em situação de risco. No mesmo ano, foi lançado um documentário sobre a carreira do 509-E, chamado Entre a Luz e a Sombra. No mesmo dia em que o documentário e o livro foram lançados, foi apresentado o segundo trabalho solo de Afro-X, chamado Das Ruas Pro Mundo. Em julho de 2010 gravou uma música e um videoclipe com Neymar, na época atacante do Santos Futebol Clube, chamada Paixão de Brasileiro.

## Vida pessoal
Esteve casado com a cantora Simony, o que o tornou conhecido no Brasil. Teve dois filhos com ela, mas o casamento não foi estável e a união acabou em meados de 2004.

## Discografia
- 2005 - O Regenerado
- 2009 - Das Ruas Pro Mundo
- 2017 - Um Brinde a Vida